# ألفرد إل. ريفز
ألفرد إل. ريفز (بالإنجليزية: Alfred L. Rives)‏ هو مهندس ومهندس مدني أمريكي، ولد في 25 مارس 1830 في باريس في فرنسا، وتوفي في 27 فبراير 1903.